# Marquee Moon (песня)
Marquee Moon (с англ. — «Шатёр луны») — заглавная песня с одноимённого альбома рок-группы Television, написанная гитаристом и фронтменом группы Томом Верленом.
Является одной из первых и ключевых композиций нью-йоркской панк-сцены, в частности сформировавшейся в клубе CBGB. Также считается одной из ранних композиций пост-панка и альтернативного рока. В 2004 году песня была внесена в список «500 величайших песен всех времён», где заняла 381-е место.

## История и выпуск песни
Впервые песня была исполнена группой в 1974 году в клубе CBGB в составе Тома Верлена (гитара, вокал), Ричарда Хэлла (бас-гитара), Ричарда Ллойда (лид-гитара) и Билли Фикка (ударные). В том же составе была записана первая демо-версия песни на студии у Брайана Ино, которой Том Верлен остался недовольным, посчитав запись Ино «холодной» и «лишённой всякого резонанса».
Окончательная студийная версия песни была записана в 1976 году, уже без Ричарда Хэлла, ушедшего из группы в 1975 году. На бас-гитаре играл уже Фред Смит, до Television игравший в Blondie. Сингл был выпущен 1977 году и стал заглавной песней альбома и одной из самых известных вещей в репертуаре коллектива. Журнал Rolling Stone поместил песню на 41-ю строчку в списке «100 величайших гитарных песен» в 2008 году.

## Особенности песни
«Marquee Moon» — настоящий гитарный эпик от Television. На протяжении десяти минут Верлен и Ллойд растягиваются в своей городской паранойе. «Я буду играть, пока что-нибудь не случится», — говорил Верлен. — «Это происходит от джаза, или даже от The Doors, или от альбома Five Live Yardbirds — это своего рода бешеная динамика».— перевод рецензии с Rolling Stone
Помимо абстрактного текста, чем и выделялась группа на фоне первых пост-панк-коллективов, песня выделяется своей музыкальной составляющей. В первую очередь, это двойные ноты на двух гитарах Тома Верлена и Ричарда Ллойда, играющих почти одновременно: хотя Ллойд и Верлен номинально являлись лид- и ритм-гитаристами, по сути их тесно взаимосвязанные гитарные партии составляли особую музыкальную структуру, слабо походящую на типичное гитарное соло. Том Верлен играл, используя миксолидийский лад, в результате чего звук гитары напоминал джазовый. Со временем Патти Смит, тогдашная спутница Тома Верлена, признавалась, что его гитара в песне звучит «как тысячи кричащих птиц».
Длительность песни составляла 10 минут, хотя первоначальные версии были немного короче. По этой причине изданный на виниле сингл был поделён на две части: первая часть песни звучала 3 минуты, вторая — 6 с половиной. Тем не менее, песня пользовалась популярностью и заняла 30-е место в британском чарте.
Рифф из «Marquee Moon» был использован Элвисом Костелло в песне «You Bowed Down» в 1996 году.

## Участники записи
- Том Верлен — вокал, гитара, клавишные
- Ричард Ллойд — лид-гитара
- Фред Смит — бас-гитара
- Билли Фикка — ударные